# Уолт, Стивен
Стивен Мартин Уолт (2 июля 1955, Лос-Аламос, Нью-Мексико, США) — американский политолог, специалист по международным отношениям. Сторонник школы политического реализма, разработал теорию «баланса угроз», автор исследования влияния израильского лобби в США на внешнюю политику страны («Израильское лобби и внешняя политика США», совместно с Джоном Миршаймером). Профессор Гарвардского университета.

## Биография
Родился 2 июля 1955 года Лос-Аламосе, Нью-Мексико, где его отец, физик по специальности, работал в ядерной лаборатории правительства США. Вскоре после рождения Стивена родители переехали в Калифорнию, где он провёл своё детство. По окончании школы он поступил в Стэнфордский университет, где он сначала специализировался в химии, но позже перешёл на исторический факультет. Только через год под влиянием выдающихся преподавателей факультета политологии он начал изучать также и политологию. После окончания университета в 1977 году продолжил обучение в Калифорнийском университете в Беркли. Получив степень магистра в 1978 году и степень доктора философии в 1983 году. Начиная работать в структурах ВМФ, а позже в Гарвардском университете. В течение нескольких лет преподавал в Принстонском и Чикагском университетах. С 1999 года преподаёт в Гарвардском университете, а с 2002 года является деканом Школы государственного управления им. Джона Кеннеди.